# Angelique Rockas

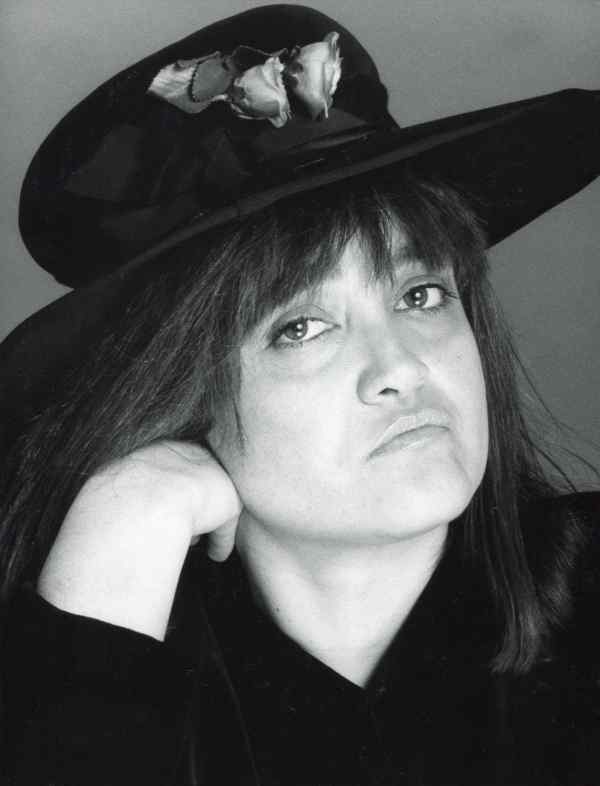
Angelique Rockas

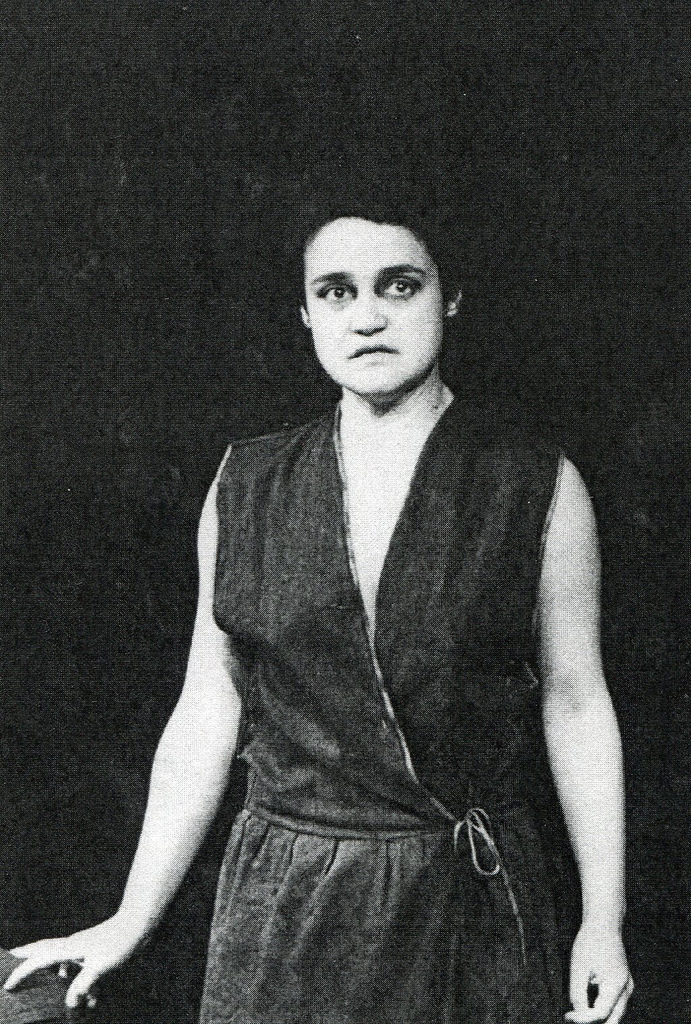
Angelique Rockas, Emma, El Campo

Angelique Rockas (Boksburg, 1950) é uma atriz de teatro, cinema e televisão londrina que é pioneira no teatro multirracial e multi nacional.
O nome de sua companhia de teatro foi o Teatro Internacionalista ( Internationalist Theatre).

## Educação
Rockas nasceu na África do Sul e é de ascendência grega. Ela se formou na Universidade de Witwatersrand com honras em Literatura Inglesa e especialização em Filosofia, e onde ela foi contemporânea de Alexandre Quintanilha,
e foi treinada como atriz na escola de teatro da  Universidade da Cidade do Cabo.

## Trabalho criativo
Rockas começou sua carreira teatral no Theatro Technis London com George Eugeniou , onde interpretou  Medeia de Eurípides, traduzido por Philip Vellacott,

  e IO em Prometheus Acorrentado por Ésquilo.
Sob o nome de Angeliki (seu nome grego) Rockas, ela se apresentou em produções de dupla língua (Grego / Inglês) com base em improvisações sobre temas que afetaram a comunidade cipriota grega./
Com o Internationalist Theatre, além dos papéis de Emma em "El Campo" por Griselda Gambaro, e - Senhorita Júlia / Menina Júlia (Fröken Julie)   incluem: Carmen em O Balcão, Yvette em Mãe Coragem e Seus Filhos, Miriam em In the Bar of a Tokyo Hotel  e Tatiana em Os inimigos de Máximo Gorki.
Partes de la película incluyen Henrietta em The Witches (Convenção das Bruxas) dirigido por Nicolas Roeg, Nereida em Oh Babylon dirigido por Costas Ferris, e la Mulher de manutenção em Outland (Atmósfera cero) por Peter Hyams.  En televisión ha desempeñado el papel principal, la Sra. Ortiki em la serie de televisión griega de Thodoros Maragos, Emmones Idees .

## Produções do Teatro Internacionalista
- O Balcão  de Jean Genet traduzida por Bernard Frechtman (Junho 1981);[25][26][27][28][29]
- A primeira estréia britânica de qualquer obra do grande dramaturgo latino-americano Griselda Gambaro, El Campo traduzido por William Oliver (Outubro 1981);[30][31][32]
- Mãe Coragem e Seus Filhos de Bertolt Brecht, traduzidos por Eric Bentley (Maio 1982);[33][34][35][36]
- Estreia britânica de Liola de Luigi Pirandello (Julho 1982), dirigida por Fabio Perselli, que também fez a tradução;[37][38][39][40]
- A estréia britânica de In the Bar of a Tokyo Hotel  por Tennessee Williams (Maio 1983);[41][42][43]
- Senhorita Júlia / Menina Júlia (Fröken Julie) de August Strindberg traduzida por Michael Meyer (Janeiro 1994) .[44][45][46][47]
- Os inimigos de Máximo Gorki , uma produção com Ann Pennington, (Março 1985).[48][49][50][51][52][53]

## Nota pessoal
Rockas é um Cristão ortodoxo, e é um ativista pela justiça na Grécia

## Archivos
- Bertolt-Brecht-Archiv Akademie der Künste
- Biblioteca Britânica- Angelique Rockas/Manuscritos Occidentales.
- British Film Institute-Angelique Rockas Archivo : Correspondencia con grandes directores de cine incluyendo:Elia Kazan, Derek Jarman, Lindsay Anderson, Costa-Gavras, y con actriz Julie Christie sobre el proyecto de la película Yugoslavia / Kosovo
- APGRD  Archivos, Centro de Clásicos Universidade de Oxford.